# Nicolás Contreras Cortés
Nicolás Contreras Cortés (n. 10 de junio de 1973) es un maestro y político mexicano. Es licenciado en educación media con especialidad en lengua y literatura españolas por la Universidad de Colima. Contreras Cortés ha desempeñado su labor política en la sección 39 del Sindicato Nacional de Trabajadores de la Educación, del que es parte desde el año 1987. Ha sido Secretario General de la Delegación Sindical; Secretario General del Comité Ejecutivo de la Sección (2004-2008) y desde el año 2000, Consejero Nacional del Sindicato Nacional de Trabajadores de la Educación.
Ha sido diputado local por el distrito II en la LVI Legislatura (2009-2012) como integrante primero, del Grupo Parlamentario del Partido Revolucionario Institucional hasta su expulsión debido a las críticas a Silverio Cavazos Ceballos y Mario Anguiano Moreno. De ahí, pasó al Grupo Parlamentario de Nueva Alianza. En 2012 pasó al Partido de la Revolución Democrática, donde fue candidato a presidente municipal de Colima, perdiendo ante Federico Rangel Lozano, pero alcanzando una regiduría.
En 2015 ganó la diputación local por el Distrito II, bajo las siglas del Partido Acción Nacional. Fue diputado local por el distrito II en la LIX Legislatura (2015-2018), donde se mantuvo como integrante del Grupo Parlamentario del Partido Acción Nacional hasta que en junio de 2016 se declaró independiente. y conformó con otros diputados (como Francisco Javier Ceballos Galindo y Luis Ayala Campos), el grupo parlamentario “Nuestro Compromiso por Colima”, del que fue coordinador. Con esta acción, el PAN que tenía mayoría en el Congreso de Colima, la perdió con la alianza que logró su grupo parlamentario con los diputados del PRI, PVEM, Nueva Alianza y PT. De esta manera, Contreras Cortés fue designado presidente de la Comisión de Gobierno Interno y Acuerdos Parlamentarios.
Durante las elecciones de 2018, intentó reelegirse como diputado local bajo las siglas del PRI-PVEM, pero perdió ante Miguel Ángel Sánchez Verduzco. En abril de 2019 el Consejo de Administración de la Comisión Intermunicipal de Agua Potable y Alcantarillado de Colima y Villa de Álvarez (Ciapacov) lo designó como nuevo director general tras jubilación de Heliodoro Langarica Muñoz.
El 10 de febrero de 2020 el presidente estatal del PRI, Enrique Rojas Orozco, oficializó la renuncia de Federico Rangel Lozano y el regreso de Contreras Cortés, aunque éste ya había representado a las siglas del PRI y PVEM en 2018.